# Good Copy Bad Copy
Good Copy Bad Copy, A documentary about the current state of copyright and culture (Cópia boa cópia ruim, um documentário de 2007 sobre o estado atual dos direitos autorais e da cultura), é um documentário dirigido por Andreas Johnsen, Ralf Christensen e Henrik Moltke, que aborda a relação entre direitos autorais e cultura no contexto da Internet, do compartilhamento de arquivos peer-to-peer e outros avanços tecnológicos.
O filme levanta questões delicadas relativas a direitos autorais e propriedade intelectual e apresenta interpretações tanto do ponto de vista dos ciberativistas entusiastas da cultura do Remix, quanto dos defensores dos direitos autorais. Retrata, com exemplos objetivos, o quão tênue é a linha que separa a experimentação musical das condutas consideradas ilegais e levanta discussões a respeito da abrangência das leis de direito autoral, quem são os reais beneficiários dessa legislação, e qual é, de fato, o propósito dos direitos autorais.
A questão central do filme é a de que a criatividade em si está em jogo e é necessário encontrar um equilíbrio entre os dois lados da questão: proteger os direitos daqueles que detêm direitos autorais e também o direito das gerações futuras de poder criar.
Com duração de 59 minutos, o filme apresenta entrevistas de várias pessoas com diferentes perspectivas sobre o assunto, incluindo advogados, produtores e artistas, e examina as diversas formas com que os direitos autorais vêm sendo abordados nas produções culturais em diferentes partes do mundo.

## Créditos
- Girl Talk, produtor musical
- Dr. Lawrence Ferrara, diretor do Departamento de Music da Universidade de Nova Iorque
- Paul V. Licalsi
- Jane Peterer
- Dr. Siva Vaidhyanathan, Universidade de Nova Iorque
- Danger Mouse, produtor musical
- Dan Glickman, CEO da MPAA
- Gottfrid Svartholm, The Pirate Bay
- Fredrik Neij, The Pirate Bay
- Rick Falkvinge, The Pirate Party
- Lawrence Lessig, Creative Commons
- Ronaldo Lemos, Professor de direito da Fundação Getulio Vargas (FGV) Brazil
- Charles Igwe, produtor de cinema
- Mayo Ayilaran, Sociedade de Direito Autoral da Nigéria
- Olivier Chastan, VP Records
- John Kennedy, Federação Internacional da Indústria Fonográfica
- Shira Perlmutter, Federação Internacional da Indústria Fonográfica
- Peter Jenner
- John Buckman, Magnatune Records
- Beto Metralha, produtor musical brasileiro
- DJ Dinho